# Back (månekrater)
Back er et lille nedslagskrater på Månen, som ligger nær den østlige rand af Månens forside, og som er opkaldt efter den tyske fysiker Ernst E.A. Back (1881-1951).
Navnet blev officielt tildelt af den Internationale Astronomiske Union (IAU) i 1976. 

## Omgivelser
Krateret ligger i den nordvestIige udkant af Mare Smythii og dets nordøstlige rand grænser til Schubertkrateret. Mod vest ligger Jenkinskrateret, og mod sydvest kraterparret Weierstrass-Van Vleck. 

## Karakteristika
Backkrateret er næsten cirkulært, med en smal og skarp ydre væg, som ikke er blevet nedslidt af betydning.

## Måneatlas
- Billeder af Backkrateret i LPI-måneatlasset